# Кононов, Эрнест Фомич
Эрне́ст Фоми́ч Ко́нонов (20 марта 1930, Паданы, Автономная Карельская ССР — 1974) — советский прозаик.

## Биография
Эрнест Фомич Кононов родился 20 марта 1930 года в селе Паданы Автономной Карельской ССР.

### В войну
Во время войны был в эвакуации в Архангельской области;
- с 1944 года — в действующей армии, сын полка.

### После войны
- После войны: плотник и столяр, бухгалтер, директор Дома культуры, прораб на стройке и инспектор Сельхозбанка, шофёр в Суоярви.

Очерки и рассказы Эрнеста Кононова публиковались в газетах и журналах, коллективных сборниках.
- 1958 год — опубликована повесть «Весна» в журнале «На рубеже».
- 1969 год — вышел его роман «Борозда».

Эрнест Фомич скончался в 1974 году.
После смерти автора в 1975 году в журнале «Север » была опубликована повесть «Следы на снегу».
А в 1978 году в издательстве «Карелия» вышел в свет том его избранной прозы «Ожидание»; в него вошли:
- роман «Борозда»,
- повести:
  - «Долгая дорога домой» и
  - «Следы на снегу»,
- рассказ «Ожидание».

### Критика
Роман Эрнеста Фомича «Борозда» был отмечен Сергеем Залыгиным и карельскими прозаиками как книга, передающая «национальный дух народа, его самосознание»:
На совещании писателей Севера в Архангельске в октябре 1970 года в докладе С. Залыгина роман Э. Кононова был назван в числе интересных прозаических произведений; отмечалась удача в раскрытии образа крестьянина-середняка Антона Туруева, меткие детали в картинах быта и жизни карельской деревни.